# Siljengojaureh (Frostvikens socken, Jämtland, 721461-143864)
Siljengojaureh är en sjö i Strömsunds kommun i Jämtland och ingår i Ångermanälvens huvudavrinningsområde.